# Ne sois pas jalouse
Pour plus de détails, voir Fiche technique et Distribution.
Ne sois pas jalouse est un film français réalisé par Augusto Genina et sorti en 1933.
Il a fait l'objet d'un remake italien en 1933 sous le titre Non son gelosa.

## Synopsis
Lia Berthier (Carmen Boni) est très jalouse par nature. Bien qu'elle n'ait aucun soupçon, elle décide de tendre un piège à son mari, Jean Berthier (André Roanne), et l'envoie à un rendez-vous ... auquel elle se rend elle-même. Le mari, méfiant, propose à l'un de ses amis Édouard Dubreton (Gaston Dupray) de se rendre à sa place à ce rendez-vous. Mais les choses ne se passent pas comme prévu, car l'ami tombe amoureux de la jeune fille ...

## Fiche technique
- Réalisation : Augusto Genina
- Assistants-réalisateur : Camillo Mastrocinque, Charles Simon
- Scénario : Augusto Genina
- Dialogues : Jacques Natanson
- Photographie : Pierre Lebon, Robert Lefebvre
- Montage : Augusto Genina
- Musique : Casimir Oberfeld
- Direction artistique : Paul Mesnier
- Décors : Jean Baudry
- Son : Robert Teisseire, Augusto Genina
- Producteur : Carl Laemmle
- Société de production :  Universal Pictures International France
- Société de distribution :  Universal Films
- Pays de production :   France
- Langue de tournage : Français
- Format : Noir et blanc — 35 mm — 1,37:1 — Son : Mono
- Genre : Comédie
- Durée : 83 minutes (1 h 23)
- Dates de sortie :
  - France : 27 janvier 1933
  - Espagne : 22 janvier 1934

## Distribution
- Carmen Boni : Lia Berthier
- André Roanne : Jean Berthier
- Gaston Dupray : Edouard Dubreton
- Paule Andral : Madame Amin
- Alex Bernard : Joseph
- Georges Bernier : Le maître d'hôtel
- Édouard Hardoux : Monsieur Hette
- Pierre Mindaist : Le chef de bureau
- Louise Pager : Madame Hette
- Annette Chardin
- Lise Élina